# 真光路桥
真光路桥又称真光路跨苏州河桥，是中國上海市一座跨越苏州河的橋樑。它北至普陀區的云岭西路，南至长宁区的金钟路。橋北連真光路，南連劍河路。该桥由上海城投公路集团、隧道股份負責建設。真光路桥全长1016米，橋樑分为双向4快2慢車道，主桥两侧设有人行道和无障碍设施。每日20时至次日7时，该桥梁禁止大型载货机动车通行。
2023年3月10日，真光路桥建成通車。